# Stekelstaartibis
De stekelstaartibis (Cercibis oxycerca) is een vogel uit de familie Threskiornithidae (ibissen en lepelaars).

## Verspreiding en leefgebied
Deze soort komt voor in oostelijk Colombia, Venezuela, Guyana en noordelijk Brazilië.

## Status
De grootte van de populatie wordt geschat op 10.000 tot 25.000 vogels. Op de Rode lijst van de IUCN heeft deze soort de status niet bedreigd.